# Sportovní přístav Hluboká nad Vltavou
Sportovní přístav Hluboká nad Vltavou je veřejný říční přístav na Vltavě na říčním kilometru 229,12. Leží na katastrálním území obce Hluboká nad Vltavou, ve vzdálenosti 600 m severozápadně od středu obce, cca 100 metrů od zdymadla Hluboká nad Vltavou.

## Historie
Přístav byl vybudován v období 1. 1. 2013 až 30. 9. 2014. Správcem a provozovatelem je Ředitelství vodních cest ČR. Projekt zpracoval Pöyry Environment a.s. a ATELIER 8000 spol. s r.o., samotnou stavbu provedl SMP CZ, a.s. a Metrostav a.s. Celkové náklady činily 209,8 mil. Kč, které uhradil Státní fond dopravní infrastruktury.

## Základní parametry
Přístav slouží pro krátkodobé i dlouhodobé stání na malých plavidel na Vltavské vodní cestě. Je navržen pro stání 73 malých plavidel, stání velkého plavidla (44 x 5,6 m) a stání pro osobní lodní dopravu (27 x 5,6 m). Maximální ponor lodí je 1,3 m při plavební hloubce 1,8 m.
Přístav umožňuje také spouštění a vytahování lodí na souš a je vybaven uzávěrem vjezdového objektu za účelem ochrany lodí při povodních.
V přístavu je k dispozici informační centrum a hygienické zázemí se sprchami a WC.